# Хамді Саліхі
Хамді Саліхі (алб. Hamdi Salihi, нар. 19 січня 1984, Шкодер) — албанський футболіст, нападник клубу «Скендербеу» і національної збірної Албанії.
Володар Кубка Албанії. Чемпіон Албанії. Дворазовий володар Суперкубка Албанії. 

## Клубна кар'єра
Народився 19 січня 1984 року в місті Шкодер. Вихованець футбольної школи шкодерського клубу «Влазнія». Дорослу футбольну кар'єру розпочав 2002 року в основній команді того ж клубу, в якій провів три сезони, взявши участь у 55 матчах чемпіонату. 
2005 року відправився до Греції, проте, провівши лише 6 ігор за місцевий «Паніоніос», того ж року повернувся на батьківщину, ставши гравцем «Тирани». Відразу став лідером атак столичної команди і у першому ж сезоні, проведеному у її складі, став найкращим бомбардиром албанської першості, відзначившись 29 голами у 35 іграх. Виборов з «Тираною» титул володаря Кубка Албанії, ставав чемпіоном Албанії і дворазовим володарем Суперкубка Албанії.
На початку 2007 року результативного албанського форварда запросив до своїх лав австрійський «Рід», в якому Саліхі протягом наступних трьох років був одним з найрезультативніших гравців.  Своєю грою за цю команду привернув увагу представників тренерського штабу клубу «Рапід» (Відень), до складу якого приєднався у січні 2010 року. Відіграв за віденську команду наступні два сезони своєї ігрової кар'єри. Більшість часу, проведеного у складі віденського «Рапіда», був основним гравцем атакувальної ланки команди. У складі віденського «Рапіда» також був одним з головних бомбардирів команди, маючи середню результативність на рівні 0,54 голу за гру першості.
У лютому 2012 року перебрався за океан, ставши гравцем команди «Ді Сі Юнайтед» з MLS. Після одного року у США перебрався до Китаю, де також протягом одного року грав за «Цзянсу Сайнті». З почтаку 2014 і до літа 2015 грав в Ізраїлі, змінивши за цей час дві команди — «Хапоель» (Акко) та «Хапоель» (Хайфа).
Влітку 2015 року повернувся на батьківщину, ставши гравцем «Скендербеу», який шукав кадрового підсилення для виступів у єврокубках.

## Виступи за збірні
2002 року дебютував у складі юнацької збірної Албанії, взяв участь у 2 іграх на юнацькому рівні.
Протягом 2004–2006 років залучався до складу молодіжної збірної Албанії. На молодіжному рівні зіграв у 12 офіційних матчах, забив 1 гол.
22 березня 2006 року дебютував в офіційних матчах у складі національної збірної Албанії, вийшовши на заміну у товариській грі проти збірної Грузії. Наразі провів у формі головної команди країни 50 матчів, забивши 11 голів.
| Дата       | Місто      | Господарі            | Результат | Гості                | Турнір            | Голи | Примітки |
| ---------- | ---------- | -------------------- | --------- | -------------------- | ----------------- | ---- | -------- |
| 22-3-2006  | Тирана     | Албанія              | 0 – 0     | Грузія               | товариський матч  | -    | 85'      |
| 24-3-2007  | Тирана     | Албанія              | 0 – 0     | Словенія             | Відбір до ЧЄ 2008 | -    | 89'      |
| 2-6-2007   | Тирана     | Албанія              | 2 – 0     | Люксембург           | Відбір до ЧЄ 2008 | -    | 76'      |
| 22-8-2007  | Тирана     | Албанія              | 3 – 0     | Мальта               | товариський матч  | 1    | 21'      |
| 17-10-2007 | Тирана     | Албанія              | 1 – 1     | Болгарія             | Відбір до ЧЄ 2008 | -    | 63' 73'  |
| 17-11-2007 | Тирана     | Албанія              | 2 – 4     | Білорусь             | Відбір до ЧЄ 2008 | -    | 74'      |
| 27-5-2008  | Варшава    | Польща               | 1 – 0     | Албанія              | товариський матч  | -    | 80'      |
| 20-8-2008  | Шкодер     | Албанія              | 2 – 0     | Ліхтенштейн          | товариський матч  | -    | 56'      |
| 6-9-2008   | Тирана     | Албанія              | 0 – 0     | Швеція               | Відбір до ЧС 2010 | -    | 75'      |
| 10-9-2008  | Тирана     | Албанія              | 3 – 0     | Мальта               | Відбір до ЧС 2010 | -    | 73'      |
| 28-3-2009  | Тирана     | Албанія              | 0 – 1     | Угорщина             | Відбір до ЧС 2010 | -    |          |
| 1-4-2009   | Копенгаген | Данія                | 3 – 0     | Албанія              | Відбір до ЧС 2010 | -    | 46'      |
| 6-6-2009   | Тирана     | Албанія              | 1 – 2     | Португалія           | Відбір до ЧС 2010 | -    | 64'      |
| 10-6-2009  | Тирана     | Албанія              | 1 – 1     | Грузія               | товариський матч  | -    | 70'      |
| 12-8-2009  | Тирана     | Албанія              | 6 – 1     | Кіпр                 | товариський матч  | -    | 74'      |
| 9-9-2009   | Дуррес     | Албанія              | 1 – 1     | Данія                | Відбір до ЧС 2010 | -    |          |
| 14-10-2009 | Стокгольм  | Швеція               | 4 – 1     | Албанія              | Відбір до ЧС 2010 | 1    | 79'      |
| 14-11-2009 | Естонія    | Естонія              | 0 – 0     | Албанія              | товариський матч  | -    | 75'      |
| 3-3-2010   | Тирана     | Албанія              | 1 – 0     | Північна Ірландія    | товариський матч  | -    | 46'      |
| 25-5-2010  | Чорногорія | Чорногорія           | 0 – 1     | Албанія              | товариський матч  | 1    | 81'      |
| 2-6-2010   | Тирана     | Албанія              | 1 – 0     | Андорра              | товариський матч  | 1    |          |
| 11-8-2010  | Тирана     | Албанія              | 1 – 0     | Узбекистан           | товариський матч  | 1    | 75'      |
| 3-9-2010   | Бухарест   | Румунія              | 1 – 1     | Албанія              | Відбір до ЧЄ 2012 | -    | 57'      |
| 7-9-2010   | Дуррес     | Албанія              | 1 – 0     | Люксембург           | Відбір до ЧЄ 2012 | 1    |          |
| 8-10-2010  | Тирана     | Албанія              | 1 – 1     | Боснія і Герцеговина | Відбір до ЧЄ 2012 | -    | 85'      |
| 12-10-2010 | Анталья    | Білорусь             | 2 – 0     | Албанія              | Відбір до ЧЄ 2012 | -    |          |
| 17-11-2010 | Тирана     | Албанія              | 0 – 0     | Північна Македонія   | товариський матч  | -    | 73'      |
| 9-2-2011   | Тирана     | Албанія              | 1 – 2     | Словенія             | товариський матч  | -    | 81'      |
| 26-3-2011  | Тирана     | Албанія              | 1 – 0     | Білорусь             | Відбір до ЧЄ 2012 | 1    | 17' 90'  |
| 7-6-2011   | Боснія     | Боснія і Герцеговина | 2 – 0     | Албанія              | Відбір до ЧЄ 2012 | -    |          |
| 10-8-2011  | Тирана     | Албанія              | 3 – 2     | Чорногорія           | товариський матч  | 1    | 76'      |
| 2-9-2011   | Тирана     | Албанія              | 1 – 2     | Франція              | Відбір до ЧЄ 2012 | -    |          |
| 6-9-2011   | Люксембург | Люксембург           | 2 – 1     | Албанія              | Відбір до ЧЄ 2012 | -    |          |
| 7-10-2011  | Париж      | Франція              | 3 – 0     | Албанія              | Відбір до ЧЄ 2012 | -    |          |
| 11-10-2011 | Тирана     | Албанія              | 1 – 1     | Румунія              | Відбір до ЧЄ 2012 | 1    |          |
| 11-11-2011 | Тирана     | Албанія              | 0 – 1     | Азербайджан          | товариський матч  | -    | 78'      |
| 15-11-2011 | Скоп'є     | Північна Македонія   | 0 – 0     | Албанія              | товариський матч  | -    | 56'      |
| 15-8-2012  | Тирана     | Албанія              | 0 – 0     | Молдова              | товариський матч  | -    | 61'      |
| 7-9-2012   | Тирана     | Албанія              | 3 – 1     | Кіпр                 | Відбір до ЧС 2014 | -    | 81'      |
| 12-10-2012 | Тирана     | Албанія              | 1 – 2     | Ісландія             | Відбір до ЧС 2014 | -    | 75'      |
| 16-10-2012 | Тирана     | Албанія              | 1 – 0     | Словенія             | Відбір до ЧС 2014 | -    | 46'      |
| 22-3-2013  | Осло       | Норвегія             | 0 – 1     | Албанія              | Відбір до ЧС 2014 | 1    | 90'      |
| 7-6-2013   | Тирана     | Албанія              | 1 – 1     | Норвегія             | Відбір до ЧС 2014 | -    | 78'      |
| 6-9-2013   | Любляна    | Словенія             | 1 – 0     | Албанія              | Відбір до ЧС 2014 | -    | 53'      |
| 10-9-2013  | Рейк'явік  | Ісландія             | 2 – 1     | Албанія              | Відбір до ЧС 2014 | -    |          |
| 11-10-2013 | Тирана     | Албанія              | 1 – 2     | Швейцарія            | Відбір до ЧС 2014 | 1    |          |
| 15-10-2013 | Кіпр       | Кіпр                 | 0 – 0     | Албанія              | Відбір до ЧС 2014 | -    | 87'      |
| 31-5-2014  | Івердон    | Албанія              | 0 – 1     | Румунія              | товариський матч  | -    | 46'      |
| 18-11-2014 | Генуя      | Італія               | 1 – 0     | Албанія              | товариський матч  | -    | 78'      |
| 29-3-2015  | Ельбасан   | Албанія              | 2 – 1     | Вірменія             | Відбір до ЧЄ 2016 | -    | 69'      |
| Усього     |            | Матчів               | 50        |                      | Голів             | 11   |          |

## Титули і досягнення

### Командні
- Володар Кубка Албанії (1):

«Тирана»:  2005–06
- Чемпіон Албанії (2):

«Тирана»:  2006–07
«Скендербеу»: 2015-16
- Володар Суперкубка Албанії (2):

«Тирана»:  2005, 2006
- Володар Суперкубка Китаю (1):

«Цзянсу Сунін»:  2013

### Особисті
- Футболіст року в Албанії: 2006
- Найкращий бомбардир чемпіонату Албанії: 2005–06 (29)
- Найкращий бомбардир Кубка Албанії: 2010–11 (6), 2011–12 (8)